# Okres Mosonmagyaróvár
Okres Mosonmagyaróvár (maďarsky Mosonmagyaróvári járás) je okres v severním Maďarsku. Jeho správním centrem je město Mosonmagyaróvár.

## Sídla
| - Ásványráró - Bezenye - Darnózseli - Dunakiliti - Dunaremete - Dunasziget | - Feketeerdő - Halászi - Hédervár - Hegyeshalom - Jánossomorja - Károlyháza | - Kimle - Kisbodak - Lébény - Levél - Lipót - Máriakálnok | - Mecsér - Mosonmagyaróvár - Mosonszentmiklós - Mosonszolnok - Püski - Rajka | - Újrónafő - Várbalog |